# كاترين فورستر
كاترين فورستر (بالإنجليزية: Catherine Forster)‏ هي عالمة تصنيف ‏ أمريكية، ولدت في القرن العشرين.